# William Burck
William Burck (Monnickendam, 4 februari 1848 – Leiden, 25 september 1910) was een Nederlands botanicus.

## Biografie
Burck promoveerde in 1874 aan de Universiteit Leiden in de natuurwetenschappen, waarna hij docent was aan een middelbare school in respectievelijk Leiden en Apeldoorn. Op verzoek van Melchior Treub werd hij in 1881 benoemd tot adjunct-directeur van de Plantentuin in Buitenzorg, Nederlands-Indië, waar hij ook het beheer verzorgde van de plaatselijke herbarium.
Om de herkomst van guttapercha (soort natuurrubber) te achterhalen voerde hij in 1883 een studiereis uit naar de Padangse Bovenlanden, waarvan de resultaten van die reis verschenen in het eerste nummer van de ‘Mededeelingen uit 's Lands Plantentuin’. Na ziekteverlof van twee jaar werd hij in 1893 benoemd tot wetenschappelijk adviseur van de gouvernements koffiecultuur op Java.
Terug in Nederland vestigde hij zich in Leiden, waar hij onderzoek deed naar plantenecologie, ofwel de manier waarop de omgeving op planten reageren. In 1907 verscheen van zijn hand een publicatie hierover: de Kruisbestuiving.
- Author citation (botany): Burck
- Biografisch Portaal: 25350926
- Digitale Bibliotheek voor de Nederlandse Letteren: burc017
- Gemeinsame Normdatei: 1131279859
- Library of Congress Control Number: no2019010729
- Virtual International Authority File: 5382149416763289730005
- WorldCat: E39PBJwxMybH9684xRxHYTFFrq